# Hansje Bunschoten
Hansje Bunschoten (Hilversum, 3 mei 1958 – Almere, 1 oktober 2017) was een Nederlandse zwemster, sportjournalist,  regisseur en presentatrice. Begin jaren '70 was zij in Nederland oppermachtig op de (midden)lange vrije slagnummers.

## Biografie
Ze kreeg het zwemmen met de paplepel ingegoten omdat haar moeder, Wil Bunschoten, al naam had gemaakt in de regio als een goede trainster. De zwemster van zwemclub Naarden/'t Gooi nam deel aan de Olympische Zomerspelen 1972 in München. Hansjes beste prestaties waren twee vijfde plaatsen, beide behaald op de estafette (4x100 meter vrije slag en 4x100 meter wisselslag). Haar collega's in die laatste race waren Enith Brigitha (rugslag), Alie te Riet (schoolslag) en Anke Rijnders (vlinderslag). In eigen land regeerde Bunschoten in de periode 1971-1973 bij nationale kampioenschappen langebaan (50 meter), getuige haar negen Nederlandse titels.
In de jaren tachtig presenteerde ze samen met Kees Jansma het KRO-programma Sport op Vrijdag. Bunschoten verzorgde in de jaren negentig het commentaar bij zwemwedstrijden voor Studio Sport. Tevens was ze verslaggeefster voor dagblad De Telegraaf bij het WK zwemmen in 1991. Rond 2001 was ze regisseur van Studio Sport en het Yorin-datingprogramma Ticket to love. Ook presenteerde ze korte tijd het programma Dolce Vita (2004) van de KRO. Na een conflict met haar collega-presentator, de columnist Theodor Holman, besloot ze haar werkzaamheden neer te leggen. Eerder was Bunschoten actief in het televisieprogramma De Liefde en De Rijdende Rechter.
In 2006 werd bij haar borstkanker geconstateerd. Een ziekte die zich in 2015 opnieuw openbaarde. In dat jaar vertelde ze over haar ziekte in het NTR-programma Kijken in de ziel. In 2016 was ze te zien in het interviewprogramma Maskers af, waarin ze vertelde dat ze 25 tumoren in haar hoofd had met uitzaaiingen in haar lijf.
Hansje Bunschoten overleed op 1 oktober 2017 op 59-jarige leeftijd aan deze ziekte.

## Internationale erelijst

### 1972
- Olympische Spelen in München:
  - Twaalfde op de 100 meter vrije slag (1.00,79)
  - Zesde op de 200 meter vrije slag (2.08,40)
  - Zevende op de 400 meter vrije slag (4.29,70)
  - Zevende op de 800 meter vrije slag (9.16,69)
  - Vijfde op de 4x100 meter vrije slag (4.01,49)
  - Vijfde op de 4x100 meter wisselslag (4.29,99)

- Virtual International Authority File: 3823150943148126760005
- WorldCat: E39PBJc3HTrWgq79xjhHMJCYT3